# Женская молодёжная сборная России по хоккею с шайбой
Женская молодёжная сборная России по хоккею с шайбой представляет Россию на международных турнирах по хоккею с шайбой. Управляется Федерацией хоккея России (ФХР).

## История

### Чемпионат мира
- 2008 — 8 место
- 2009 — 7 место
- 2010 — 8 место, выбыла в Дивизион 1
- 2011 — 9 место (Победитель в Дивизионе 1)
- 2012 — 7 место
- 2013 — 7 место
- 2014 — 4 место
- 2015 —  3 место
- 2016 — 4 место
- 2017 —  3 место
- 2018 — 4 место
- 2019 — 4 место

## Международные турниры
- Турнир 4-х наций
- золото: 8 — (2011 {октябрь}, 2013 {сентябрь}, 2013 {ноябрь}, 2014 {сентябрь}, 2014 {ноябрь}, 2015 {сентябрь}, 2015 {ноябрь}, 2016 {ноябрь})
- серебро: 1 — (2009 {ноябрь})
- бронза: 4 — (2010 {ноябрь}, 2011 {ноябрь}, 2012 {сентябрь}, 2012 {ноябрь})
- Турнир 3-х наций
- золото: 2 — (2015, 2016)
- Cup of German Unity
- золото: 1 — (2016)
- Кубок Куортане
- золото: 1 — (2018)

3 место 2020

## Главные тренеры
- 2008—2010 — Рычков, Юрий Леонтьевич
- 2010—2016 — Ульянкин, Александр Сергеевич
- с 2016 — Бобарико, Евгений Викторович